# Монастераче Марина
Монастераче Марина је насеље у Италији у округу Ређо ди Калабрија, региону Калабрија.
Према процени из 2011. у насељу је живело 2585 становника. Насеље се налази на надморској висини од 19 м.